# Gibraltar Broadcasting Corporation
A Gibraltar Broadcasting Corporation (GBC) é uma  emissora de serviço público de Gibraltar. Ela forneceu a comunidade um serviço de rádio e televisão desde 1963.